# Bathyplectes stenostigma
Bathyplectes stenostigma är en stekelart som först beskrevs av Thomson 1887.  Bathyplectes stenostigma ingår i släktet Bathyplectes och familjen brokparasitsteklar. Arten är reproducerande i Sverige. Inga underarter finns listade.